# Серёжа Каховский
Серёжа Кахо́вский (Сергей Владимирович Каховский) — главный персонаж романа Владислава Крапивина «Мальчик со шпагой», на страницах которого показано становление и укрепление его характера. Также участвует в романе «Рыжее знамя упрямства» и упоминается в романе «Бронзовый мальчик». Серёжа Каховский относится к наиболее ярким образам 11—13-летних подростков в творчестве Крапивина — честным и благородным, гордым и справедливым, добрым и мечтательным.

## Родословная

### Дед
Дед Серёжи Каховского по отцовской линии был беспризорником и во время гражданской войны был взят к себе красными, которые и дали ему фамилию Каховский, так как дело происходило под Каховкой, а свою настоящую фамилию дед называть отказался, мотивируя это тем, что раз жизнь новая, то и фамилия будет новая.
Каховский отличался прямолинейным нравом и был выдающимся бойцом, став вскоре командиром эскадрона. Дед Сергея рано умер, его плохо помнил даже отец Сергея.

### Родители
Отец Серёжи — Владимир Каховский — человек честный, справедливый и смелый. Именно он с ранних лет привил сыну такие понятия, как честь, справедливость, благородство. О профессии Каховского не говорится прямо, однако упоминается, что он — «лесной человек». Владимир Каховский часто уезжает в командировки в тайгу. Известно, что в своей работе ему приходилось сталкиваться и бороться с браконьерами.
Мать Серёжи умерла в возрасте двадцати четырёх лет, когда Серёже было пять лет. Она отправилась в командировку в Сибирь в район Сургута к геологам, там заболела какой-то быстрой простудой и умерла раньше, чем успел прилететь на вертолёте врач. О её имени ничего не сообщается, известно лишь то, что её фамилия — Ласкина. Она не фигурирует в романе, однако часто упоминается, и Серёжа с папой говорят о ней так, будто она жива.

### Другие родственники
Отец Серёжи живёт со второй женой Галиной и их общей дочерью Мариной. Тётя Галя находится в дружеских отношениях с Серёжей, однако существенной роли в романе «Мальчик со шпагой» не играет. Брат Галины Виталий Вяткин (дядя Витя) — археолог по профессии. Он выступает нравственным антиподом Сергея, утверждая, что нет нужды вмешиваться в конфликты, как это делает Сергей. Вместо этого нужно спокойно идти по течению, не обращая внимания на окружающую суету. Сергей, не согласный с такой позицией, расходится с дядей Витей как в личных отношениях, так и на профессиональном поприще (Сергей тоже стал археологом). Дядя Витя появляется в конце романа «Мальчик со шпагой» и упоминается в романе «Рыжее знамя упрямства», где Сергей прямым текстом называет его «большой сволочью».

#### Жена и дети
В романе «Рыжее знамя упрямства» упоминается, что жена Сергея Каховского — некая Наталья. Является ли ей Наташа Лесникова из романа «Мальчик со шпагой», неизвестно. Каховские имеют двоих детей: старшую дочь Екатерину и сына Александра, приблизительно 1990 года рождения. Никаких подробностей о них не сообщается.

## Биография

### Ранние годы
Сергей Каховский родился предположительно в 1960-м году: известно, что в 1972-м ему было 12 лет. Рано, в пятилетнем возрасте, лишился матери. В семь лет, как и все советские дети, пошёл в первый класс общеобразовательной школы. Перед началом шестого класса в жизни Серёжи случилось событие, во многом повлиявшее на его дальнейшую жизнь и ставшее для него нравственным эталоном — встреча с всадниками на станции Роса, которые защитили его в тот момент, когда Серёжу пытались насильно вернуть в лагерь, который он покинул из-за оскорбления, нанесённого ему начальником.

### В «Эспаде»
В шестом классе Серёжа познакомился с отрядом «Эспада», в который он также приводит своих друзей — Наташу Лесникову, Генку Медведева по прозвищу «Кузнечик» и Димку Соломина. В «Эспаде» Сергей получает звание капитана.
Однажды на двенадцатилетнего Сергея нападают хулиганы во главе с двадцатилетним рецидивистом, и он, используя навыки фехтования, полученные в «Эспаде», выходит победителем из неравной схватки.
После распада «Эспады» Сергей стоит у истоков её возрождения.

### Взрослая жизнь
После окончания школы Сергей, как и мечтал, стал археологом и переехал в Севастополь. Перед этим он некоторое время работал на кафедре у профессора Денисова, отца Сани Денисова, персонажа романов «Бронзовый мальчик» и «Рыжее знамя упрямства».

## Сфера научных интересов
- Херсонес
- Пирамиды
- Календарь

## Общественный резонанс
После публикации романа в журнале «Пионер» Владислав Крапивин получил значительное число писем, в котором читатели просили сообщить им адрес Серёжи Каховского, считая его реальным человеком. В предисловии к изданию романа в виде отдельной книги писателю пришлось объяснять, что Серёжа Каховский — собирательный образ.

## Воплощения на радио и телевидении
- В телеспектакле «Всадники на станции Роса» Серёжу Каховского сыграл Алексей Ершов[5].
- В 9-серийном телеспектакле «Мальчик со шпагой» Серёжу сыграл Саша Елистратов[6].
- В радиоспектакле «Мальчик со шпагой» Серёжу озвучивал Иван Чуваткин.